# Luther Dixon
Luther Dixon (7 de agosto de 1931 - 22 de octubre de 2009) fue un compositor, productor discográfico y cantante estadounidense. Las canciones de Dixon alcanzaron su mayor éxito en las décadas de 1950 y 1960, y fueron grabadas por artistas como Elvis Presley, los Beatles, los Jackson 5, BB King, Jerry Lee Lewis, Dusty Springfield o Jimmy Reed. Como productor, Dixon ayudó a crear el sonido característico del grupo vocal femenino, The Shirelles.

## Biografía
Dixon nació en Jacksonville (Florida), pero su familia se mudó a Brooklyn, en Nueva York, cuando era joven. Aprendió a cantar en la iglesia.
Comenzó su carrera profesional en 1954 con The Four Buddies, un grupo de estilo doo-wop liderado por Larry Harrison, en el que Dixon cantaba la voz barítono y ocasionalmente tocaba la guitarra. Los Four Buddies grabaron para Savoy Records, pero también, bajo el nombre de "Barons" para Decca Records y como "The Buddies" para Glory Records. El grupo se disolvió en 1955, pero Dixon y Harrison continuaron escribiendo canciones juntos. Su mayor éxito fue "Why Baby Why", grabado por Pat Boone, que alcanzó el puesto número 5 de las listas de éxitos en 1957.
Dixon y Billy Dawn Smith escribieron para el cantante Perry Como en 1957, la canción "Just Born (To Be Your Baby)", que alcanzó el puesto número 12 de las listas de éxitos estadounidenses. En 1958, Bobby Darin grabó "All the Way Home", escrita por Dixon y Otis Blackwell, que fue lanzada en el álbum de Darin de 1960 For Teenagers Only . Dixon y Clyde Otis escribieron la canción "Doncha' Think It's Time", grabada por Elvis Presley en 1958 e incluida en su famoso álbum de 1959, 50,000,000 Elvis Fans Can't Be Wrong. También en 1958, Dixon y Allyson Khent escribieron " 16 Candles", que fue grabada por The Crests y alcanzó el número 2 de las listas de éxitos estadounidenses. También coescribieron "Lovin' Up A Storm", que, cuando fue grabada por Jerry Lee Lewis, alcanzó el puesto número 29 en la lista de éxitos de la Official Charts Company del Reino Unido en 1959.
En 1960, después de que Florence Greenberg de Scepter Records se pusiera en contacto con él, Dixon comenzó a trabajar con el grupo vocal femenino, The Shirelles. La primera canción que Dixon produjo con las Shirelles fue "Tonight's the Night", coescrita por la cantante principal del grupo, Shirley Owens. La canción alcanzó el puesto número 39 de las listas estadounidenses en 1960, y otra grabación de la canción realizada por, el también grupo femenino, The Chiffons, alcanzó el puesto número 76. The Shirelles tuvieron su mayor éxito con " Will You Love Me Tomorrow ", escrita por Carole King y Gerry Goffin, que encabezó la lista Billboard Hot 100 ese mismo año. Dixon escribió el lado B de ese sencillo, "Boys". La canción de 1961 de las Shirelles "Baby It's You", coescrita por Dixon bajo el seudónimo de "Barney Williams", Burt Bacharach y Mack David, alcanzó el puesto número 8. Tanto "Boys" como "Baby It's You" fueron grabadas posteriormente por The Beatles en su LP debut, Please Please Me. La canción de 1962 de The Shirelles " Soldier Boy ", escrita por Dixon y Florence Greenberg, fue su última canción en alcanzar el número uno en las listas de éxitos.
Greenberg fundó una segunda compañía discográfica, Wand Records, en 1961. Dixon escribió y produjo muchas canciones para los sellos Wand y Scepter, incluido el sencillo de Chuck Jackson de 1961 "I Don't Want to Cry", coescrito por el propio Jackson, que alcanzó el puesto número 36 de las listas de éxitos estadounidenses. El éxito de Jimmy Reed de 1961, "Big Boss Man", fue escrito por Dixon y Al Smith. Esta canción fue incluida por el Salón de la Fama del Rock and Roll como una de las 500 "Canciones que dieron forma al Rock and Roll".
Con estos éxitos, Capitol Records se puso en contacto con Dixon para crear su propio sello discográfico, Ludix Records, pero la empresa no llegó a tener éxito. En 1966, Dixon produjo a The Platters para Musicor Records. Sus canciones " I Love You 1000 Times " (n.º 31, 1966) y " With This Ring " (n.º 14, 1967), sus mayores éxitos desde que dejaron Mercury Records, fueron producidas y coescritas por Dixon.
A finales de la década de 1960, el estilo musical de Dixon había desaparecido en gran medida de las listas de música popular. Recibió un aumento de popularidad después de que "16 Candles" se usara en la película de George Lucas, American Graffiti en 1973, y nuevamente cuando la película Sixteen Candles de John Hughes de 1984 incluyó una interpretación de la canción de Stray Cats. "Boys" fue incluida en el videojuego de 2009 The Beatles: Rock Band . La canción de Dixon "Never Let Me Go" fue interpretada por Jane Monheit en la adaptación cinematográfica de la novela Nunca me abandones del escritor británco Kazuo Ishiguro con el mismo título. Dixon fue nominado al Salón de la Fama de los Compositores una semana antes de morir.
Dixon estuvo casado con la cantante de soul Inez Foxx, con quien coescribió "I Love You 1000 Times". Más tarde se divorciaron. Dixon murió en su ciudad natal Jacksonville (Florida) el 22 de octubre de 2009, a los 78 años de edad.